# Louis Chatelain (historien)
Pour les articles homonymes, voir Louis Chatelain.
Louis Chatelain, né le 23 février 1883 dans le 14e arrondissement de Paris,, ville où il est mort le 6 octobre 1950 en son domicile dans le 6e arrondissement, est un historien, archéologue et enseignant français. Fils d'Émile Chatelain, philologue et latiniste, il a travaillé en particulier sur les sites d'Orange, de Makthar et de Volubilis.

## Formation
- École pratique des haute études, section des sciences historiques et philologiques. Thèse sur Les monuments romains d'Orange en 1908.
- École française de Rome, 1908-1911. Son mémoire porte alors sur le site de Makthar.

## Travaux
Outre ses travaux sur Orange et Makthar, l'essentiel de son activité a porté sur l'archéologie classique du Maroc en général et de Volubilis en particulier.
Pendant la Première Guerre mondiale, après avoir été blessé, il est affecté à Volubilis où il fait dégager le site aidé en cela par des prisonniers de guerre allemands et des soldats français.
En 1918 il est nommé directeur du service des antiquités du Maroc. Il joue un rôle dans la création du musée archéologique de Rabat en 1928. Enseignant au Maroc jusqu'en 1941, il est ensuite nommé à Rennes. Il soutient en 1943 une thèse sur Le Maroc des Romains.

## Publications (sélection)
Il est l'auteur de nombreux articles, parmi lesquels :
- Les monuments romains d'Orange, 1908
- Les Fouilles de Volubilis (Ksar-Faraoun, Maroc), 1916
- Inscriptions latines d'Afrique (Tripolitaine, Tunisie, Maroc, avec René Cagnat et Alfred Merlin,1923
- Inscriptions latines du Maroc, 1942
- Le Maroc des Romains : étude sur les centres antiques de la Maurétanie occidentale. Paris, 1944
- Le Maroc des Romains : Album d'illustrations, 1949